# Matteo Brighi
Matteo Brighi (ur. 14 lutego 1981 w Rimini) – włoski piłkarz występujący na pozycji pomocnika. Były reprezentant Włoch.

## Kariera
Karierę zaczynał w klubie ze swojego rodzinnego miasta, Rimini Calcio. W 2000 roku przeszedł do Juventusu, z którego został wkrótce wypożyczony do Bologni. Po powrocie został sprzedany do Parmy. W 2003 roku znowu przebywał na wypożyczeniu, tym razem w Brescii. Niedługo potem podpisał kontrakt z AS Roma. Wkrótce został wypożyczony do Chievo Werona, a w sierpniu 2012 roku przeszedł na zasadzie wolnego transferu do beniaminka Serie A Torino FC.
W drużynie narodowej zadebiutował 21 sierpnia 2002 roku w spotkaniu ze Słowenią. Drugi mecz rozegrał w niej prawie siedem lat później, 28 marca 2009 roku przeciwko Czarnogórze.
W 2002 roku zwyciężył w plebiscycie na Młodego Piłkarza Roku w Serie A.